# Lupșa de Sus, Mehedinți
Lupșa de Sus este un sat în comuna Broșteni din județul Mehedinți, Oltenia, România.